# Melanargia lachesis
La medioluto ibérica (Melanargia lachesis) es una especie  de lepidóptero ditrisio de la familia Nymphalidae, subfamilia Satyrinae. Es una de las especies de un género que se diferencia muy claramente del resto de Satyrinae por tener las alas un color predominantemente blanco, con manchas negras muy marcadas que forman sobre las alas un patrón cuadriculado.

## Descripción
Se diferencia de la mayoría de especies del mismo género por la ausencia de barra negra transversal en medio de la celda del ala anterior. Comparte esta característica con Melanargia galathea, de la que se diferencia, sin embargo, por no presentar en la parte superior de la celda una franja de color gris tan ancha y por no presentar en la base de las alas la misma importante difusión oscura. Las manchas negras son más reducidas que en esa especie. Es una mariposa relativamente grande, pudiendo alcanzar los individuos más grandes una envergadura de 6 cm, aunque rara vez lo hacen.
Además posee una peculiaridad, sus cromosomas (2n: diploides) son 24, dos juegos de 12 cromosomas.

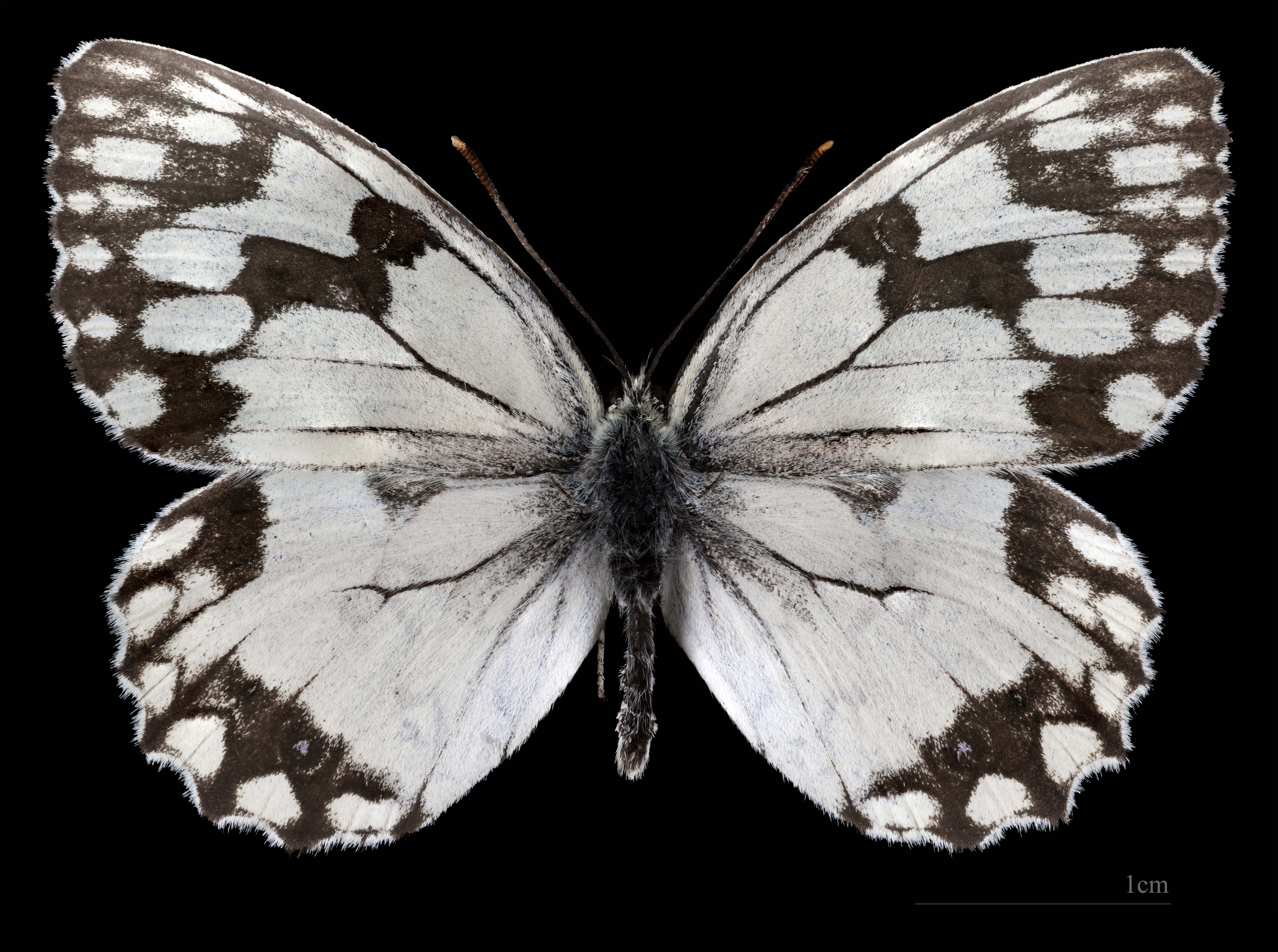
Melanargia lachesis  ♂
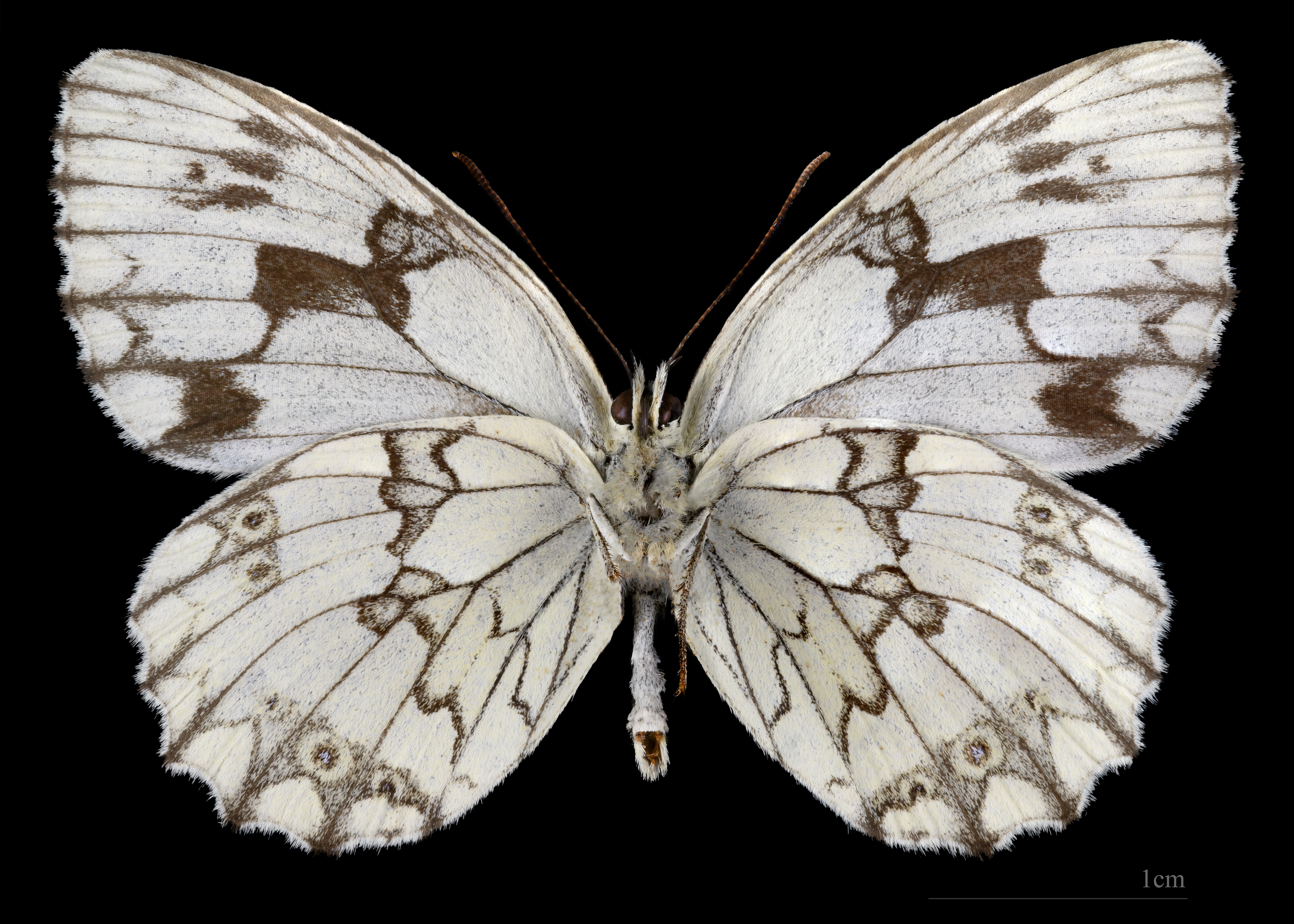
Melanargia lachesis ♂   △
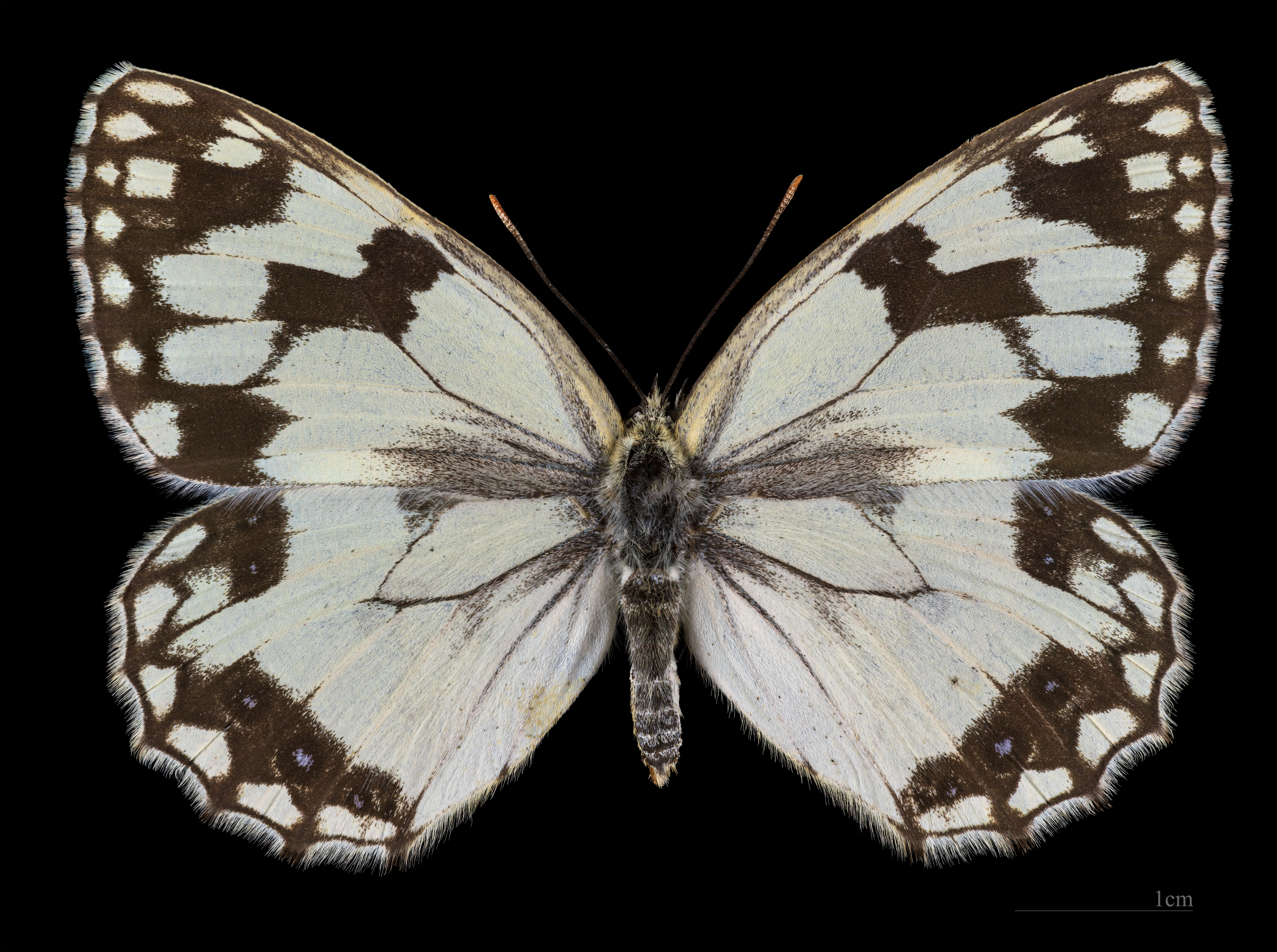
Melanargia lachesis  ♀
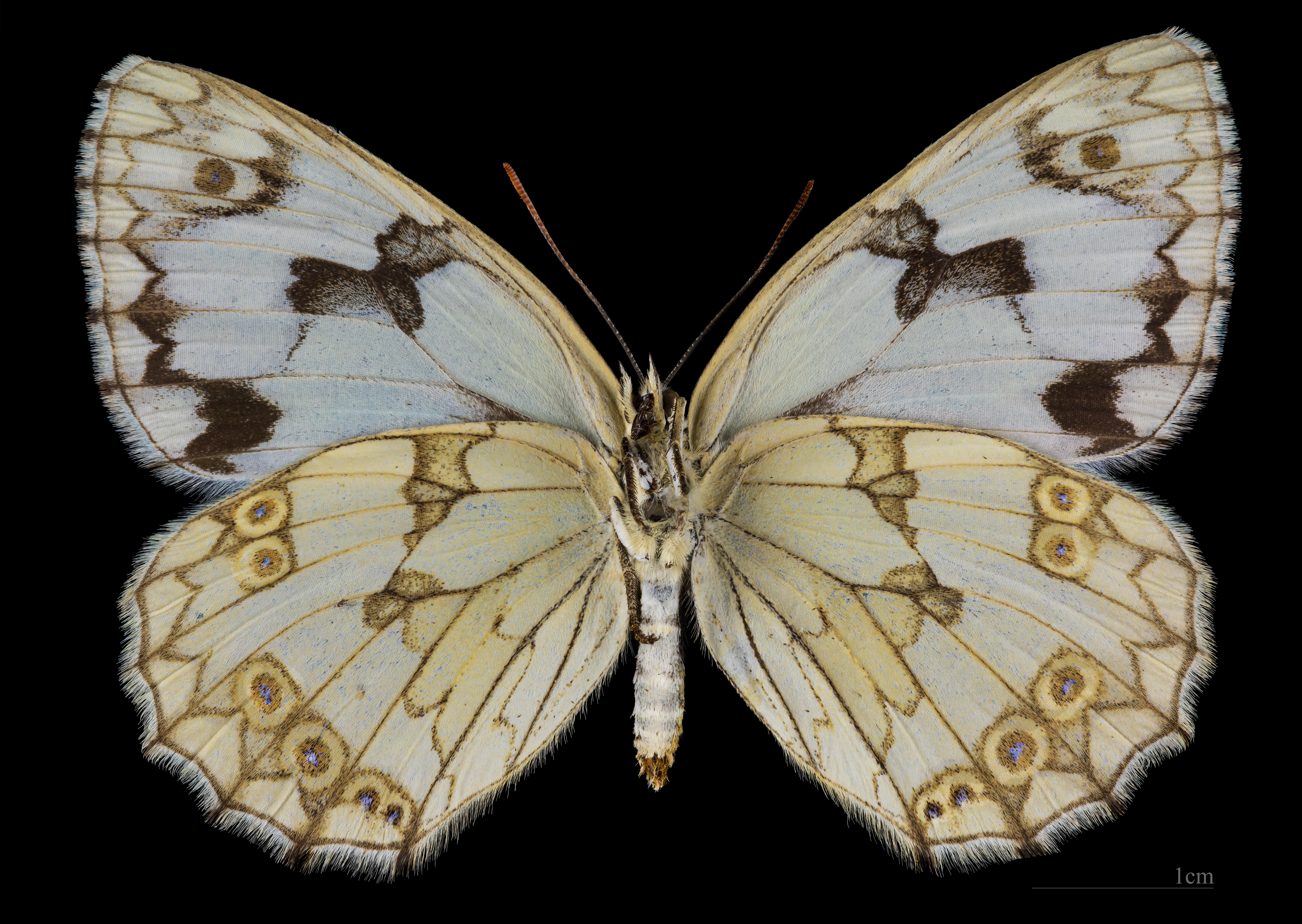
Melanargia lachesis ♀   △

## Área de distribución
Se trata de una especie esencialmente ibérica también presente en el sureste de Francia, donde llega hasta el Ródano.

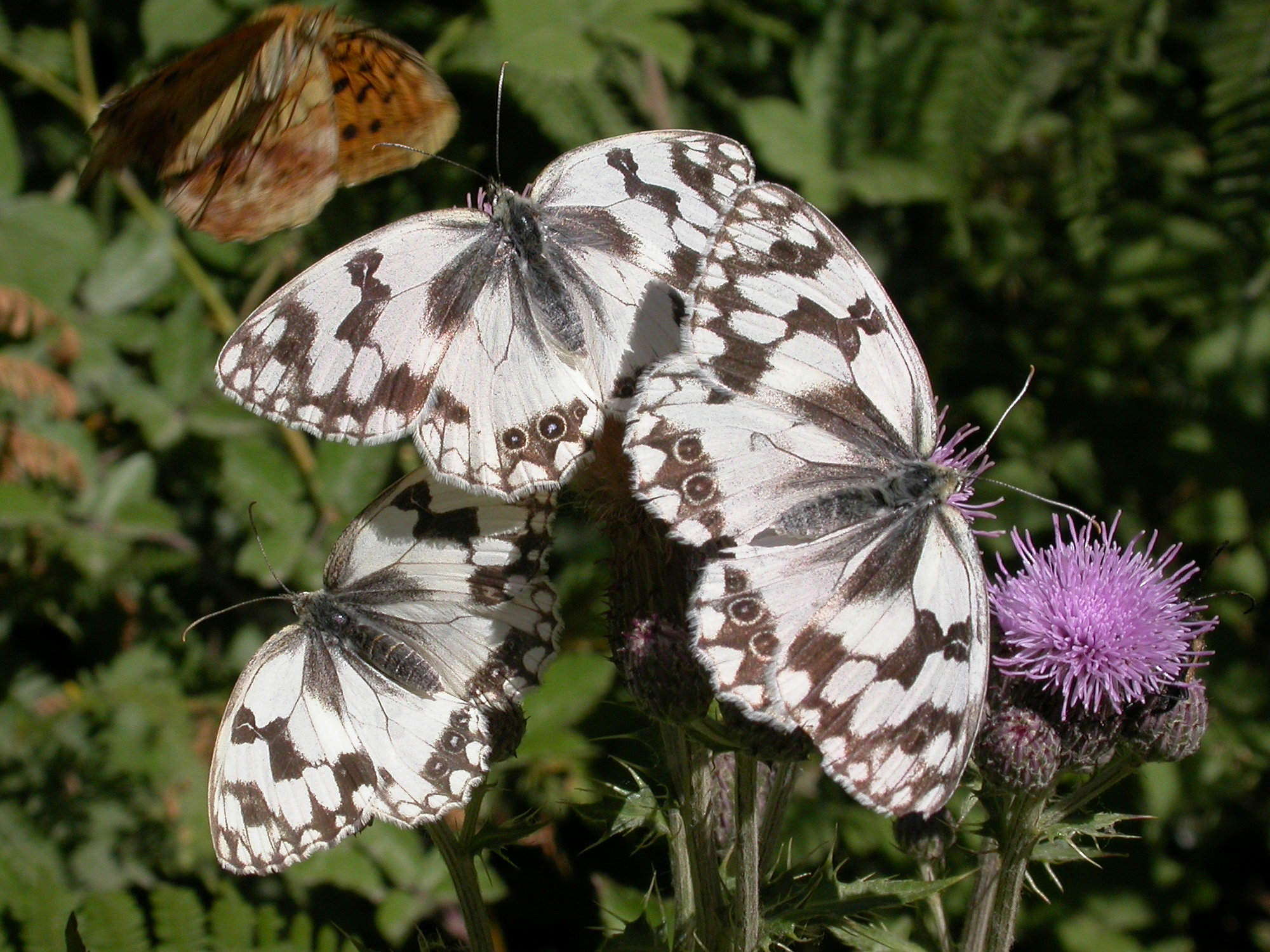
España
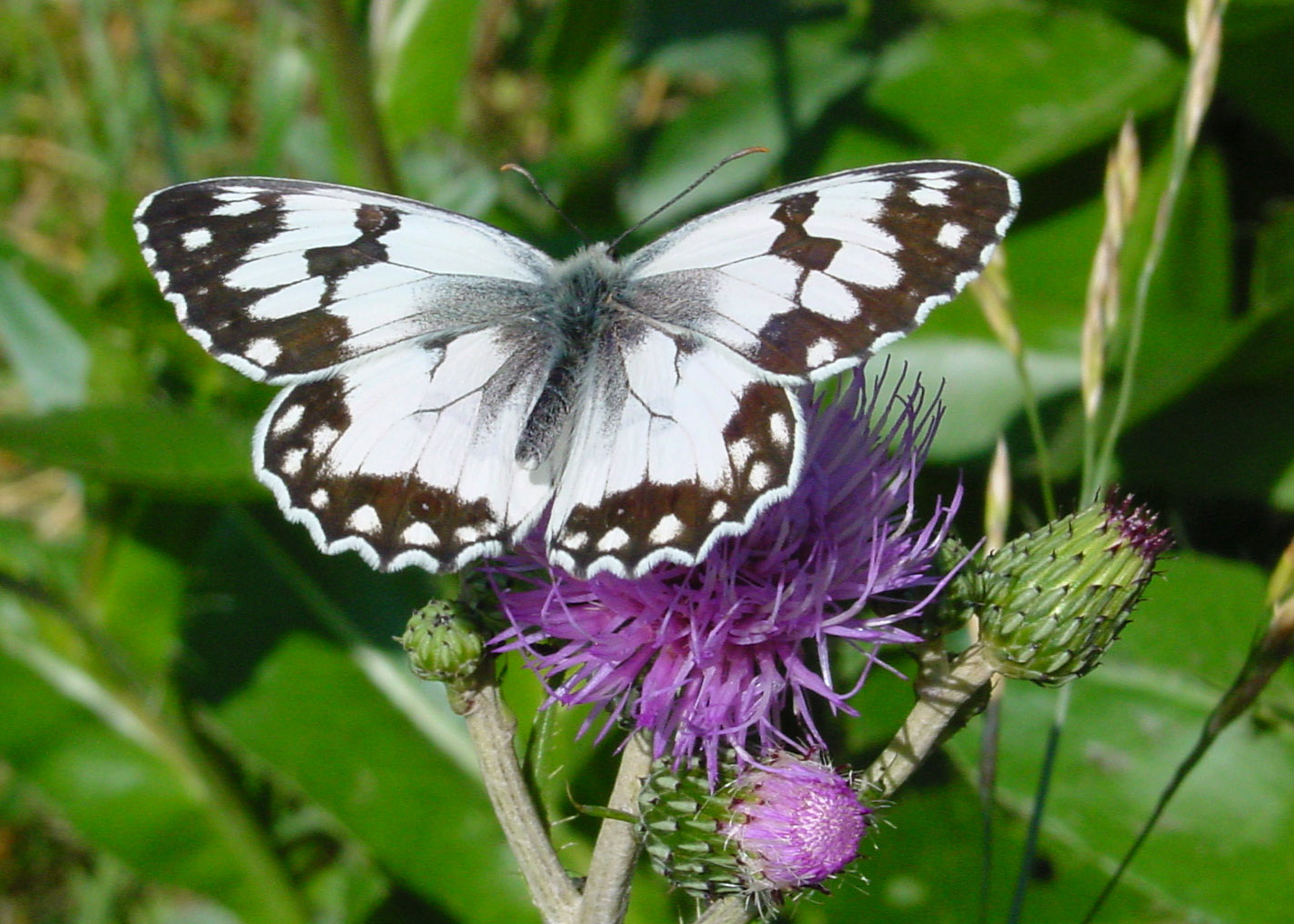
Francia

## Ciclo vital
Univoltina, tan solo se observa una única generación, que vuela en pleno verano de junio a agosto. Inverna como oruga.

## Plantas nutricias
Las orugas se alimentan de diferentes especies de gramíneas.